# Nobu Ota Hilding
Nobu Ota Hilding, född 1932 i Toyohashi, Japan, död 1987 i Malmö, var en japansk-svensk målare och grafiker.

## Biografi
Nobu Ota Hilding var bosatt och verksam i Sverige från 1962. Hon utbildades vid Konsthögskolan i Tokyo 1951–1955 och vid Grafikskolan Forum i Malmö 1975–1977. Nobu Ota arbetade i traditionellt föreställande, både österländsk och västerländsk stil, superrealistiskt och konstruktivistiskt. Mycket av egenarten i hennes konst ligger just i dess förmåga att knyta samman olika traditioner. Nobu Ota går rakt på sina temata, men hennes verklighetsskildringar pendlar mellan ytterligheter.
Om Nobu Ota Hildings verk skriver Beate Sydhoff för DN 1973: "På Galleri Heland visar Nobu Hilding ytor, raffinerade och lätt stiliserade..." och i Skissernas Museums bild- och klipparkiv i Lund beskrivs i presstexten för utställningen på museet år 1973 att "Nobu och Anders Hildings utställning visar det tekniska förfarandet vid framställning av fotografisk realism".

## Utställningar och representation
Nobu Ota har ställt ut separat på bland annat Landskrona museum, Skissernas museum i Lund, Malmö Konsthall. Hon har också deltagit i samlingsutställningar hos Skånes konstförening, Liljevalchs Konsthall och Skissernas museum. Hon har utfört väggutsmyckningar på Värnhems sjukhus i Malmö och HSB i samma stad. Hon är representerad hos Statens konstråd, Tekniska museet och i ett flertal svenska museer.